# Slaget ved Tassafaronga
Slaget ved Tessafaronga var et natligt søslag, som fandt sted den 30. november 1942 mellem skibe fra den amerikanske flåde og den japanske flåde under slaget om Guadalcanal i Stillehavskrigen under 2. verdenskrig. Slaget foregik i Ironbottom Sound nær Tassafaronga på Guadalcanal.
Under slaget forsøgte en amerikansk eskadre med fem krydsere og fire destroyere under kommando af kontreadmiral Carleton H. Wright at overraske og nedkæmpe en japansk eskadre med 8 destroyere under kommando af kontreadmiral Raizo Tanaka. Tanakas skibe forsøgte at overføre fødevareforsyninger til japanske styrker på Guadalcanal.
Ved hjælp af radar åbnede de amerikanske skibe ild og sænkede en af de japanske destroyere. Tanaka og resten af hans skibe reagerede imidlertid hurtigt og gennemførte talrige torpedoangreb mod de amerikanske skibe. De japanske torpedoer ramte og sænkede en amerikansk krydser og beskadigede tre andre alvorligt, hvilket gjorde det muligt for Tanakas styrke at undslippe uden flere større skader; men også uden at gennemføre opgaven med at levere forsyninger. Selv om det var et alvorligt taktisk nederlag for amerikanerne, fik slaget ikke den store strategiske betydning, da japanerne ikke kunne drage nytte af sejren i deres kamp for at fordrive de allierede styrker fra Guadalcanal.

## Baggrund

### Slaget om Guadalcanal
Den 7. august gik allierede styrker i land på Guadalcanal, Tulagi og Floridaøerne på Salomonøerne. Landsætningerne på øerne havde til formål at forhindre japanerne i at bruge dem til anlæggelse af baser, som kunne true forsyningslinjerne mellem USA og Australien. Erobringen af øerne kunne bruges som udgangspunkt for at erobre eller neutralisere den store japanske base ved Rabaul, og samtidig var det en støtte til de allierede felttog på Ny Guinea. Landsætningerne blev starten på det 6 måneder lange slag om Guadalcanal.
De 2.-3000 japanske tropper på øerne blev overrasket, og ved aftenstid den 8. august havde 11.000 allierede tropper under generalløjtnant Alexander Vandegrift, erobret Tulagi og nogle omkringliggende småøer foruden den japanske flyveplads, som var under opførelse ved Lunga Point på Guadalcanal. De Allierede omdøbte senere flyvepladsen til Henderson Field. Allierede fly, som opererede fra Henderson Field, blev kaldt for "Cactus Air Force" (CAF) efter det allierede kodenavn for Guadalcanal.
For at beskytte flyvepladsen etablerede det amerikanske marinekorps en forsvarsring omkring Lunga Point. Yderligere forstærkninger i løbet af de følgende to måneder forøgede den amerikanske styrke ved Lunga Point på Guadalcanal til over 20.000 mand.
Som reaktion på de allierede landsætninger på Guadalcanal tildelte den japanske overkommando 17. armé opgaven med at fordrive de Allierede fra øen. 17 armé, der kun var på størrelse med et armékorps, var under kommando af generalløjtnant Harukichi Hyakutake. Enheder fra 17. armé begyndte at ankomme til Guadalcanal fra den 19. august.
På grund af truslen fra Cactus Air Force på Henderson Field, kunne japanerne i reglen ikke bruge langsomme fragtskibe til overførsel af tropper og forsyninger til øen. I stedet brugte japanerne krigsskibe fra Rabaul og Shortlandøerne til at fremføre deres styrker til Guadalcanal. De japanske krigsskibe, som fortrinsvis var lette krydsere og destroyere fra 8. flåde under kommando af viceadmiral Gunichi Mikawa, kunne i reglen sejle til Guadalcanal, losse tropper og forsyninger og sejle tilbage i løbet af en enkelt nat, hvorved de minimerede risikoen for at blive udsat for luftangreb fra CAF. På grund af krigsskibenes begrænsede fragtkapacitet måtte japanerne opgive at medbringe styrkernes tunge våben, køretøjer, ammunition og hovedparten af deres forsyninger til Guadalcanal. Disse hurtige konvojer fik senere betegnelsen "Tokyo Express" af de allierede styrker, mens japanerne omtalte dem som "rottetransporter".
Mellem august og november 1942 forsøgte japanerne gentagne gange at generobre Henderson Field og fordrive de allierede styrker fra Guadalcanal, men forgæves. Det sidste forsøg fra japanernes side på at overføre større troppestyrker til øen slog fejl under søslaget ved Guadalcanal mellem 12. og 15. november.
Den 26. november overtog den japanske generalløjtnant Hitoshi Imamura kommandoen over den nydannede 8. områdearmé i Rabaul. Den nye enhed omfattede både Hyakutakes 17. armé på Salomonøerne og 18. armé på Ny Guinea. En af Imamuras vigtigste opgaver efter at have overtaget posten var fortsættelsen af forsøgene på at generobre Henderson Field og Guadalcanal. Den allierede offensiv ved Buna på Ny Guinea, flyttede imidlertid rundt på Imamuras prioriteter. Da det allierede forsøg på at erobre Buna blev anset for at være en mere alvorlig trussel mod Rabaul, udsatte Imamura yderligere forsøg på at landsætte store forstærkninger på Guadalcanal og koncentrerede sig om situationen op Ny Guinea.

### Forsyningskrise
På grund af en kombination af truslen fra CAF, amerikanske torpedobåde på Tulagi og en periode med klart måneskin, var japanerne gået over til i en periode at bruge undervandsbåde til at levere forsyninger til deres styrker på Guadalcanal. Fra 16. november 1942 og tre uger frem gennemførte 16 undervandsbåde natlige ture med fødevarer til øen,
således at en undervandsbåd sejlede af sted hver nat. Hver undervandsbåd kunne medtage 20-30 ton forsyninger, hvad der nogenlunde svarede til hvad 17. armé havde brug for af fødevarer pr. dag, men den vanskelige opgave med at transportere forsyningerne til fods gennem junglen til frontenhederne reducerede deres værdi ved forsyningen af tropperne på Guadalcanal. Samtidig forsøgte japanerne at etablere en kæde af tre baser på de centrale Salomonøer som små både kunne bruge som mellemstationer på rejser til Guadalcanal, men ødelæggende allierede luftangreb på disse baser førte til at denne plan blev opgivet.
Den 26. november meddelte 17. armés Imamura, at den stod overfor en kritisk fødevaremangel. Nogle enheder ved fronten havde ikke fået forsyninger i seks dage, og selv tropperne i baglandet var på en tredjedel af deres normale rationer. Situationen tvang japanerne til igen at bruge destroyere til at overføre de nødvendige forsyninger.Personel fra 8. flåde udtænkte en plan, som kunne gøre destroyere mindre udsatte når de leverede forsyninger til Guadalcanal. Store olie- eller gastønder blev renset og fyldt med lægemidler og fødevarer, men ikke mere end at der var luft nok i tønderne til at de kunne holde sig flydende. Tønderne blev bundet sammen med reb, og når destroyerne ankom til Guadalcanal foretog de en skarp drejning, tønderne blev skåret fri, og en svømmer eller en båd fra land kunne samle en tovende op og føre den ind til land, hvorfra man så kunne trække forsyningerne i land.
Den 8. flådes Guadalcanal-forsyningsenhed, som havde base på Shortlandøerne og var under kommando af kontreadmiral Raizo Tanaka, fik af Mikawa til opgave at gennemføre den første af fem planlagte forsyningsoperationer med tøndemetoden om aftenen den 30. november. Tanakas enhed var dannet med udgangspunkt i de 8 skibe i destroyereskadre (Desron) 2, hvor 6 destroyere hver skulle medtage 200 til 240 tønder med forsyninger til Tassafaronga på Guadalcanal. Tanakas flagskib Naganami fungerede som eskorte sammen med Takanami. De øvrige seks destroyere var Kuroshio, Oyashio, Kagero, Suzukaze, Kawakaze og Makinami. For at spare vægt efterlod de 6 fragtdestroyere deres ekstratorpedoer i havnen på Shortlandøerne, så hvert skib kun havde 8 torpedoer med, en til hvert rør.
Efter søslaget ved Guadalcanal havde den amerikanske viceadmiral William Halsey, som havde kommandoen over de allierede styrker i det sydlige stillehav, reorganiseret sine styrker, herunder den 24. november dannet Task Force 67 (TF67) ved Espiritu Santo, som bestod af de tunge krydsere Minneapolis, New Orleans, Pensacola og Northampton, den lette krydser Honolulu og fire destroyere Fletcher, Drayton, Maury og Perkins). Kontreadmiral Carleton H. Wright afløste Thomas Kinkaid som chef for TF67 den 28. november.
Efter at have overtaget posten orienterede Wright sine skibschefer om sin plan for at komme i kamp med japanerne i fremtiden, hvor han forventede natlige slag omkring Guadalcanal. Planen, som han havde udkastet sammen med Kinkaid, gik ud på at destroyere med radar skulle fungere som spejdere for krydserne og gennemføre et overraskende torpedoangreb efter at have sigtet japanske krigsskibe. Herefter skulle de forlade området, så krydserne fik et frit skudfelt. Krydserne skulle nu gå til angreb med granatild fra en afstand på mellem 9-11 km. Krydsernes vandfly skulle observere og kaste lysblus under slaget.
Den 29. november opfangede og afkodede allierede efterretningsfolk en japansk meddelelse, som var blevet sendt til 17. armé på Guadalcanal, hvor de blev gjort opmærksom på Tanakas forsyningsmission. Da han blev informeret om meddelelsen beordrede Halsey Wright til at lade TF67 afskære Tanaka ud for Guadalcanal. TF67 afsejlede fra Espiritu Santo med 27 knob lige før midnat den 29. november på den 930 km lange tur til Guadalcanal. Wright var om bord på Minneapolis. Undervejs vendte destroyerne Lamson og Lardner tilbage fra en konvojeskorte til Guadalcanal og fik ordre til at slutte sig til TF67. Da han ikke havde tid til at orientere destroyernes kaptajner om slagplanen
lod Wright dem indtage en position bag krydserne. Kl. 17 den 30. november opsendte hver af Wrights krydsere et vandfly, som blev sendt til Tulagi så de kunne kaste lysblus under det forventede slag om natten. Kl. 20 lod Wright blæse klart skib.
Tanakas afsejlede fra Shortlandøerne lige efter midnat den 30. november på turen til Guadalcanal. Tanaka forsøgte at undgå de allierede rekognosceringsfly ved først at sejle mod nordøst gennem Bougainville Strædet inden han drejede mod sydøst og derpå syd for at passere gennem Indispensable Strædet. Paul Mason, en australsk kystobservatør som havde sin udkigspost i den sydlige del af Bougainville, rapporterede over radioen om afsejlingen af Tanakas skibe fra Shortland og denne meddelelse blev sendt videre til Wright. Samtidig opdagede et japansk fly en allieret konvoj i nærheden af Guadalcanal og meddelte observationen til Tanaka, som fortalte sine destroyerkaptajner, at de kunne vente at komme i kamp om natten og at "i så tilfælde, vil der blive gjort det yderste for at ødelægge fjenden uden hensyntagen til losning af forsyninger."

## Slaget

### Optakt
Kl. 21:40 den 30. november sigtede Tanakas skibe Savoøen fra Indispensable Strædet. De japanske skibe sejlede i kølvandsformation med 600 meters mellemrum mellem Takanami, Oyashio, Kuroshio, Kagero, Makinami, Naganami, Kawakaze og Suzukaze. Samtidig sejlede TF67 ind i Lengokanalen på vej til Ironbottom Sound. Wrights sejlede i kolonne i følgende rækkefølge: Fletcher, Perkins, Maury, Drayton, Minneapolis, New Orleans, Pensacola, Honolulu, Northampton, Lamson og Lardner. De fire destroyere i front var ca. 3,6 km foran krydserne, som sejlede med ca. 900 meters mellemrum.
Kl. 22:40 passerede Tanakas skibe syd om Savo omkring 5 km fra kysten af Guadalcanal og sænkede farten til 12 knob da de nærmede sig området hvor de skulle losse. Takanami placerede sig omkring 1½ km væk for at beskytte kolonnen. Samtidig sejlede TF67 ud af Lengokanalen ind i sundet og sejlede med 20 knob med Savoøen. Wrights forreste destroyere placerede sig lidt tættere på kysten end krydserne. Nattehimlen var måneløs med en sigtbarhed på 3-11 km sigt. På grund af meget roligt vejr, som skabte en sugeeffekt på flyenes pontoner, blev Wrights fly forsinket under starten fra havnen på Tulagi, og kom ikke til at spille en rolle under slaget.
Kl. 23:06 begyndte Wrights styrke at opdage Tanakas skibe på radaren i området ved Kap Esperance på Guadalcanal omkring 21 km borte. Wrights destroyere sluttede sig igen til kolonnen da den fortsatte mod Savoøen. Samtidig delte
Tanaka sine skibe, som ikke var udstyret med radar, i to grupper og forberedte sig på at skubbe tromlerne overbord. Naganami, Kawakaze og Suzukaze satte kurs mod deres mødested ved Doma Reef mens Makinami, Kagero, Oyashio og Kurashio satte kurs mod det nærliggende Tassafaronga. Kl. 23:12 fik Takanamis besætning øje på Wrights kolonne, og denne sigtning blev hurtigt bekræftet af de andre skibe. Klokken 23:16 beordrede Tanaka forberedelserne til losningen indstillet og "Alle skibe angriber."

### Kamp
Klokken 23:14 fik radaroperatørerne på Fletcher fast kontakt til Takanami og den forreste gruppe på fire tønde-bærende destroyere. Kl. 23:15, da afstanden til japanerne var 6.300 meter, kaldte kaptajnen på Fletcher, som samtidig var chef for Wrights destroyergruppe kommandørkaptajn William M. Cole Wright på radioen og bad om lov til at afskyde torpedoer. Wright ventede to minutter og svarede så med: "Afstand til fjenden (Tanakas skibe på radaren) for stor i øjeblikket." Cole svarede at afstanden var fin. Yderligere to minutter gik inden Wright svarede med tilladelse til at skyde. I mellemtiden var destroyernes mål passeret fra optimal position til en mindre heldig position hvor de amerikanske torpedoer skulle løbe næsten til grænsen af deres rækkevidde. Klokken 23:20 afskød Fletcher, Perkins og Drayton i alt 20 torpedoer mod Tanakas skibe. Maury, som ikke var udstyret med den nye SG radar, og derfor ikke havde kontakt, afskød ingen torpedoer.
Samtidig beordrede Wright sin styrke til at åbne ild. Kl. 23:21 affyrede Minneapolis sin første salve hurtigt fulgt af de øvrige amerikanske krydsere. Coles fire destroyere affyrede lysgranater (star shells) for at oplyse målene, som de tidligere havde fået besked på, og satte herefter farten op for at rydde området, så krydserne kunne operere.
Da den var tættest på Wrights kolonne var Takanami mål for de fleste af amerikanernes første granater. Takanami skød tilbage og afskød alle sine 8 torpedoer, men blev hurtigt ramt af amerikanske granater og i løbet af 4 minutter var den skudt i brand og sat ud af spillet. Mens Takanami blev ødelagt satte resten af Tanakas skibe farten i vejret – nærmest uden at amerikanerne opdagede det. De skiftede kurs og gjorde sig klar til at møde det amerikanske angreb. Alle de amerikanske torpedoer ramte ved siden af. Historikeren Russell S. Crenshaw, Jr. hævder, at hvis de 24 torpedoer, som de amerikanske destroyere afskød ikke havde haft fatale konstruktionsfejl, kunne resultatet af slaget havde været et andet.
Tanakas flagskib, Naganami, drejede mod styrbord, åbnede ild og begyndte at udlægge røgslør. De næste to skibe bag den, Kawakaze og Suzukaze, skiftede kurs mod bagbord. Kl. 23:23 affyrede Suzukaze otte torpedoer i retning af kanonglimtene fra Wrights krydsere efterfulgt af Naganami ogKawakaze som afskød deres fulde ladning af 8 torpedoer kl. 23:32 og 23:33.
I mellemtiden fortsatte de fire destroyere forrest i den japanske kolonne deres kurs langs kysten af Guadalcanal og lod Wrights krydsere passere på den modsatte kurs. Da de var fri af Takanami kl. 23:28 affyrede Kuroshio 4 og Oyashio 8 torpedoer i retning mod Wrights kolonne og skiftede herefter kurs og satte hastigheden op. Wrights krydsere blev på samme kurs og samme hastighed mens de 44 japanske torpedoer var på vej mod dem.
Klokken 23:27 mens Minneapolis affyrede sin 9. salve og Wright forberedte sig på at beordre kursen ændret ramte to torpedoer fra enten Suzukaze eller Takanami ind i forskibet. Den ene torpedo eksploderede i en tank med flybenzin foran det forreste kanontårn og den anden ødelagde tre af skibets fire fyrrum. Skibets bov foran det forreste tårn blev foldet indad i en 70 graders vinkel, og skibet mistede maskinkraft og styreevne. 37 søfolk blev dræbt.
Mindre end et minut senere ramte en torpedo New Orleans ud for tårn 1 og eksploderede i skibets forreste ammunitionsmagasiner og lager af flybenzin. Eksplosionen ødelagde hele forskibet foran tårn 2. Skibets bov blev drejet mod bagbord og beskadigede skibets skrog, da den blev vredet løs af skibets inerti og sank straks på bagbords side. Alle i kanontårn 1 og 2 omkom. New Orleans blev tvunget ind på en anden kurs mod styrbord og mistede styring og kommunikation. I alt 183 søfolk omkom. Herbert Brown, en sømand i skibets plotterrum, beskrev situationen efter at torpedoen havde ramt:
| „ | Jeg måtte se det. Jeg gik langs det tavse tårn 2 og blev stoppet af en livline, som var spændt ud fra livlinen langs rælingen i bagbords side til siden af tårnet. Det var godt, at den var der, for et skridt til og jeg ville være faldet ned i det mørke vand 9 meter nede. Forskibet var borte. 38 meter skib og kanontårn nummer 1 med tre 8 tommer kanoner var væk. 1800 tons skib var forsvundet. Åh min Gud, alle de fyre jeg var rekrut sammen med – alle døde. | “ |

Pensacola fulgte som den næste i krydserkolonnen. Da den så, at Minneapolis og New Orleans blev ramt og tabte fart, skiftede Pensacola kurs for at passere bagbord om dem og vendte herefter tilbage til kursen. Klokken 23:39 blev Pensacola ramt af en torpedo ud for stormasten. Eksplosionen spredte brændende olie i skibets indre og på hoveddækket. 125 af skibets besætning blev dræbt. Eksplosionen fjernede den bagbords drivaksel og skibet fik en slagside på 13 grader, mistede maskinkraft, kommunikation og styring.
Bag Pensacola valgte Honolulus kaptajn at passere Minneapolis og New Orleans på styrbords side. Samtidig øgede skibet farten til 30 knob og foretog kraftige kursændringer. Det lykkedes den at komme gennem kampområdet uden at få skader samtidig med at dens store kanoner fortsatte beskydningen mod de hurtigt forsvindende japanske destroyere.
Den sidste krydser i den amerikanske kolonne, Northampton, fulgte efter Honolulu og passerede styrbord om de beskadigede krydsere. I modsætning til Honolulu øgede Northampton ikke farten eller foretog store kursændringer. Kl. 23:48 efter at den var vendt tilbage til den oprindelige kurs, blev Northampton ramt af to af Kawakazes torpedoer. En ramte 3 meter under vandlinjen ud for det agterste maskinrum og fire sekunder senere ramte den næste torpedo 13 meter længere agterude. Det agterste maskinrum blev oversvømmet og tre af fire aksler holdt op med at fungere. Skibet fik en slagside på 10 grader mod bagbord og brød i brand. 50 søfolk blev dræbt.
De sidste skibe i Wrights kolonne Lamson and Lardner fik slet ikke kontakt med fjenden og forlod kampområdet i østlig retning efter fejlagtigt at være blevet beskudt med maskingeværer fra New Orleans. Coles fire destroyere sejlede med fuld fart hele vejen rundt om Savoøen og kom tilbage til kampområdet, men kampen var allerede ovre.
I mellemtiden beordrede Tanaka kl. 23:44 sine skibe til at afbryde kontakten og trække sig tilbage fra kampområdet. Mens de sejlede op langs Guadalcanals kyst affyrede Kuroshio og Kagero yderligere 8 torpedoer mod de amerikanske skibe, men det ramte alle forbi. Da Takanami ikke svarede på opkald over radioen gav Tanaka Oyashio og Kuroshio ordre til at gå til assistance. De to destroyere fandt det brændende skib kl. 1 om natten den 1. december, men opgav redningsforsøg efter at have opdaget amerikanske skibe i området. Oyashio og Kuroshio forlod hurtigt sundet for at igen at slutte sig til Tanakas skibe på tilbagerejsen til Shortlandøerne, som de nåede frem til 10 timer senere. Takanami var det eneste japanske krigsskib, som blev ramt af amerikanske granater og blev alvorligt beskadiget under slaget.

## Efterspil
De overlevende på Takanami forlod skibet kl. 1:30, men en stor eksplosion dræbte mange flere af dem i vandet, heriblandt destroyerdivisionens chef Toshio Shimiziu og skibets kaptajn Masami Ogura. Ud af skibets besætning på 244 nåede de 48 i land på Guadalcanal og 19 blev taget til fange af amerikanerne.
Besætningen på Northampton kunne ikke få ilden under kontrol og begyndte at forlade skibet kl. 1:30. Skibet sank kl. 3:04 omkring 6½ km fra Doma Cove på Guadalcanal (09°12′S 159°50′Ø / 9.200°S 159.833°Ø). Fletcher og Drayton reddede de 773 overlevende fra skibet.
Minneapolis, New Orleans og Pensacola klarede sig de 30 km til Tulagi om morgenen den 1. december, hvor de kastede anker og der blev udført nødreparationer. Pensacola var i brand i 12 timer inden den blev slukket. Pensacola afsejlede fra Tulagi til en havn bag fronten, hvor den kunne gennemgå yderligere reparationsarbejder den 6. december. Efter at der var blevet bygget en midlertidig bov af stammer fra kokospalmer afsejlede Minneapolis og New Orleans fra Tulagi til Espiritu Santo eller Sydney i Australien den 12. december. Alle tre krydsere havde behov for langvarige og omfattende reparationer. New Orleans vendte tilbage til tjeneste i august, Minneapolis i september og Pensacola i oktober 1943.
Slaget var et af de værste nederlag, som den amerikanske flåde led under 2. verdenskrig – kun overgået af Angrebet på Pearl Harbor og Slaget ved Savoøen. Sammen med de tab, som opstod under slaget ved Savoøen, Slaget ved Kap Esperance og Søslaget ved Guadalcanal betød slaget, at amerikanerne en overgang kun havde 4 tunge krydsere og 9 lette krydsere klar til indsats i hele Stillehavet. På trods af sit nederlag i slaget blev Wright tildelt Navy Cross, en af de højeste amerikanske militære ordner for tapperhed, og for sin indsats under slaget. Som en formildende omstændighed til ødelæggelsen af sin eskadre hævdede Wright i sin rapport om slaget, at hans styrke havde sænket fire japanske destroyere og beskadiget yderligere to. I sine kommentarer til Wrights rapport lagde Halsey en stor del af skylden for nederlaget på Cole, som han mente havde affyret sine torpedoer fra for stor afstand til at de kunne udrette noget og skulle have "hjulpet" krydserne i stedet for at sejle rundt om Savoøen. Tanaka hævdede at have sænket et slagskib og to krydsere under slaget.
Resultatet af slaget førte til yderligere diskussioner i den amerikanske stillehavsflåde om ændringer i den taktiske doktrin og behovet for tekniske forbedringer, såsom krudt uden mundingsglimt. Det var først 8 måneder senere, at flådens overkommando erkendte, at der var alvorlige funktionsproblemer med torpedoerne. Amerikanerne var stadig ikke klar over rækkevidden og kraften af japanske torpedoer og over effektiviteten af den japanske natkampstaktik. Rent faktisk hævdede Wright at hans skibe måtte være blevet beskudt af undervandsbåde, da den observerede position af Tanakas skibe "gør det usandsynligt at torpedoer med fart/afstands-karakteristika i lighed med vore egne" kunne have forårsaget så store skader, om end Tanaka udtalte at hans torpedoer blev affyret indenfor en rækkevidde af 5 km. Amerikanerne kom først til at erkende mulighederne i deres modstanders torpedoer og natkampstaktik et godt stykke ind i 1943. Efter krigen sagde Tanaka om sin sejr ved Tassafaronga, "Jeg har hørt, at amerikanske flådeeksperter roste min ledelse under den kamp. Jeg fortjener ikke sådan hæder. Det var den store dygtighed og indsatsvillighed blandt de mænd, som gjorde tjeneste under mig, som skabte den taktiske sejr for os."
På trods af nederlaget i slaget havde amerikanerne forhindret Tanaka i at landsætte de desperat savnede fødevarer på Guadalcanal, om end mod en høj pris. I et nyt japansk forsøg på at levere forsyninger med 10 destroyere anført af Tanaka den 3. december blev 1.500 tønder med forsyninger kastet i havet ved Tassafaronga, men amerikanske fly beskød dem med maskingeværer og sænkede alle undtagen 310 af dem den følgende dag inden de kunne nå at blive bragt i land. Den 7. december blev et 3. forsøg med 12 destroyere afvist af amerikanske torpedobåde ud for Kap Esperance. Den følgende nat torpederede og sænkede to amerikanske torpedobåde den japanske undervandsbåd I-3, da den forsøgte at levere forsyninger til Guadalcanal. På grund af vanskelighederne med at levere fødevarer til øen meddelte den japanske flåde den 8. december Imamura at de havde til hensigt at stoppe alle destroyertransporter til Guadalcanal straks. Efter at Imamura havde protesteret gik flåden med til at gennemføre endnu en tur til øen.
Det sidste forsøg på at fremføre fødevarer til Guadalcanal med destroyere i 1942 blev anført af Tanaka om aftenen den 11. december og bestod af 11 destroyere. Fem amerikanske torpedobåde mødte Tanaka ud for Guadalcanal og torpederede hans flagskib Teruzuki, hvorved skibet blev alvorligt beskadiget og Tanaka såret. Efter at Tanaka var blevet overført til Naganami blev Teruzuki sænket. Kun 220 af de 1.200 tønder der blev smidt overbord blev bjærget af de japanske soldater på land. Tanaka blev efterfølgende forflyttet til Japan den 29. december 1942.
Den 12. december foreslog den japanske flåde, at Guadalcanal blev opgivet. Trods modstand fra den japanske hærs ledelse, som stadig håbede på at Guadalcanal til sidst kunne blive generobret fra de Allierede, besluttede den japanske overkommando den 31. december 1942, med kejserens billigelse, at evakuere alle japanske styrker fra øen og skabe en ny forsvarslinje på Salomonøerne på New Georgia. I Operation Ke evakuerede japanerne deres resterende styrker fra Guadalcanal ad tre omgange mellem den 2. og den 7. februar 1943 og overlod øen til de Allierede. På grundlag af deres succes på Guadalcanal og andre steder fortsatte de Allierede deres felttog mod Japan, hvilket til sidst førte til Japans nederlag ved afslutningen på 2. verdenskrig.

## Eksterne kilder
- Horan, Mark. "Battle of Tassafaronga". Order of Battle. Hentet 2006-05-17.
- Hough, Frank O. "Pearl Harbor to Guadalcanal". History of U.S. Marine Corps Operations in World War II. Hentet 2006-05-16. {{cite web}}: Ukendt parameter |coauthors= ignoreret (|author= foreslået) (hjælp)
- McComb, David W. (2008). "Battle of Tassafaronga". Destroyer History Foundation. Hentet 2008-04-16.
- Parshall, Jon; Hackett, Bob; Kingsepp, Sander; Nevitt, Allyn. "Imperial Japanese Navy Page (Combinedfleet.com)". Hentet 2006-06-14.